# Nordvestøyane
Die Nordvestøyane („Nordwestinseln“) bilden eine Inselgruppe nordwestlich der Insel Spitzbergen, nördlich der Halbinsel Vasahalvøya in Albert-I-Land.

## Geographie
Neben den fünf größeren Inseln Fuglesongen (Vogelsang), Klovningen (Kloven-Kliff), Ytre Norskøya (Äußere Norweger-Insel), Indre Norskøya (Innere Norweger-Insel) und Fugløya (Foul-Insel) gibt es eine Vielzahl von Schären und Felseilanden. Die vier Kilometer breite Meerenge zwischen Fugløya im Süden und den anderen vier Inseln im Norden und Osten heißt Fair Haven und ist seit ihrer Entdeckung durch den britischen Seefahrer Jonas Poole ein beliebter Ankerplatz. Die schiffbare Meeresstraße zwischen Fuglesongen und Klovningen heißt Barentsgattet, die zwischen den beiden Norweger-Inseln (Norskøyane) Norskøysundet, die zwischen Indre Norskøya und der Insel Spitzbergen Svenskegattet.

## Inseln
| \| Insel \| Fläche (km²) \| Höhe[3] m \| WGS84- Koordinaten \| \| -------------- \| ------------ \| --------- \| --------------------------------- \| \| Fuglesongen \| 4,1 \| 387 \| 79° 51′ 07,6″ N, 011° 18′ 05,2″ O \| \| Klovningen \| 2,2 \| 292 \| 79° 51′ 24,8″ N, 011° 27′ 54,1″ O \| \| Ytre Norskøya \| 1,1 \| 152 \| 79° 51′ 19,9″ N, 011° 35′ 53,0″ O \| \| Indre Norskøya \| 2,1 \| 257 \| 79° 50′ 28,6″ N, 011° 34′ 49,4″ O \| \| Fugløya \| 2,5 \| 380 \| 79° 48′ 18,2″ N, 011° 20′ 44,1″ O \| \| Nordvestøyane \| 12,0 \| 387 \| 79° 50′ 28,9″ N, 011° 27′ 34,5″ O \| |              |        |                                   |
| Insel | Fläche (km²) | Höhe m | WGS84- Koordinaten                |
| Fuglesongen | 4,1          | 387    | 79° 51′ 07,6″ N, 011° 18′ 05,2″ O |
| Klovningen | 2,2          | 292    | 79° 51′ 24,8″ N, 011° 27′ 54,1″ O |
| Ytre Norskøya | 1,1          | 152    | 79° 51′ 19,9″ N, 011° 35′ 53,0″ O |
| Indre Norskøya | 2,1          | 257    | 79° 50′ 28,6″ N, 011° 34′ 49,4″ O |
| Fugløya | 2,5          | 380    | 79° 48′ 18,2″ N, 011° 20′ 44,1″ O |
| Nordvestøyane | 12,0         | 387    | 79° 50′ 28,9″ N, 011° 27′ 34,5″ O |

## Geschichte
Die Nordvestøyane gehörten im 17. Jahrhundert zum niederländischen Walfanggebiet. Auf Ytre Norskøya sind noch heute die Reste von neun Trankesseln einer Walfangstation und die Gräber von 165 Walfängern zu finden. Die Station war ähnlich groß wie die von Smeerenburg auf Amsterdamøya.
Im Juli 1773 ankerten die britischen Schiffe Racehorse und Carcass auf ihrem Weg zum geographischen Nordpol in Fair Haven. Constantine Phipps musste seinen Versuch allerdings bei 80° 48′ nördlicher Breite abbrechen. In seinem Reisebericht findet sich eine der ältesten Karten der Nordvestøyane.
Am Anfang des 20. Jahrhunderts kamen norwegische Pelztierjäger auf die Inseln und überwinterten hier. Auf Indre Norskøya und auf dem Eiland Steggholmen gab es Trapperhütten.
Seit 1973 gehören die Inseln zum Nordvest-Spitsbergen-Nationalpark.